# Direcció teatral

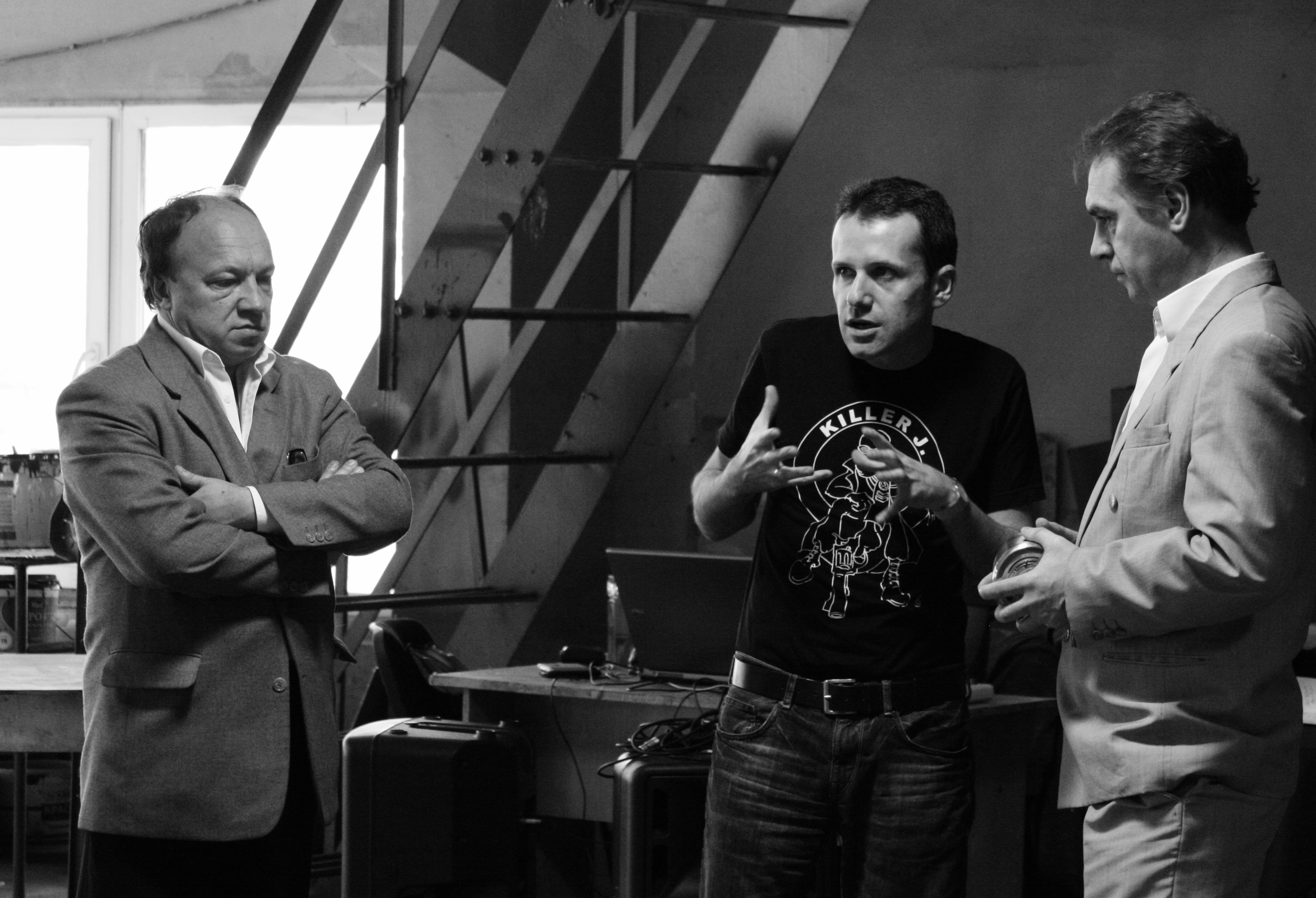
El director teatral, entre dos intèrprets, durant un assaig

Un director o directora de teatre és la persona que estructura i coordina el muntatge d'una obra de teatre unificant els diversos aspectes de la producció. La funció de la direcció és assegurar la qualitat i completesa d'un producte teatral. El director treballa amb els individus clau i la resta de l'equip, coordinant la recerca del joc escènic, els assajos, el disseny de vestuari, el disseny de la il·luminació, la representació, el disseny de conjunt per a la producció. A les arts escèniques en general, el director també pot treballar amb el dramaturg sobre obres en curs.
En el teatre contemporani, el director és generalment qui pren tota mena de decisions sobre el concepte artístic i la interpretació del text. Els rols de la direcció tenen diferents graus d'autoritat i responsabilitat, depenent de l'estructura i la filosofia individual de les companyies teatrals. Cada director o directora teatral utilitza una varietat àmplia de tècniques, filosofies, i sistemes de col·laboració.
El de la direcció és un paper relativament nou en la història del teatre, els primers exemples apareixen a les darreries del segle xix i s'estenen i creixen a principis del segle xx. Abans eren actors i dramaturgs els responsables de representar i coordinar els esforços. Tot i que algunes produccions i grups individuals encara funcionen sense direcció específica, ara la direcció d'una obra teatral és considerada una interevenció vital en la creació d'una producció teatral.

## Estils de direcció

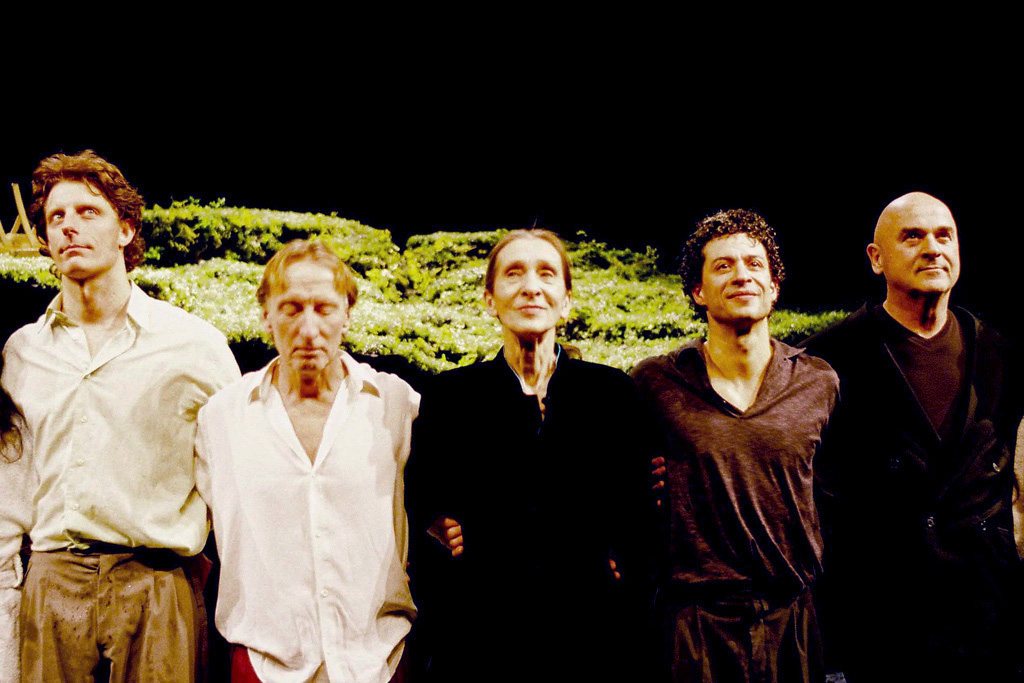
Pina Bausch, la directora de la seva companyia de dansa-teatre, saludant amb els intèrprets

Dirigir és una forma d'art que ha crescut amb el desenvolupament de la teoria i la pràctica del teatre. Amb l'emergència de noves tendències els directors adoptaven metodologies i participaven en pràctiques noves. En general, els directors adopten un estil de dirigir que cau en una o més de les categories següents:
 el dictador 
En aquest estil de dirigir, el director té un paper fortament assertiu i és molt dominant en el procés de creació de l'obra teatral. Els assaigs són més o menys controlats i previsibles, i els actors hi tenen poc o res a dir.
 el negociador 
'El negociador ' és un estil de direcció en el qual el director se centra en una forma més improvisada d'assaig i creació, utilitzant les idees de l'equip de producció i actors per formar una obra teatral en un estil bastant participatiu.
 l'artista creatiu 
El director es veu a ell mateix o a ella mateixa com un artista creatiu que treballa amb els 'materials' de la creativitat dramàtica, juntament amb actors i actrius, dissenyadors i equip de producció. L'artista creatiu vol l'aportació dels actors però, com a artista, té l'última paraula sobre què s'inclou i com s'hi incorporen les idees.

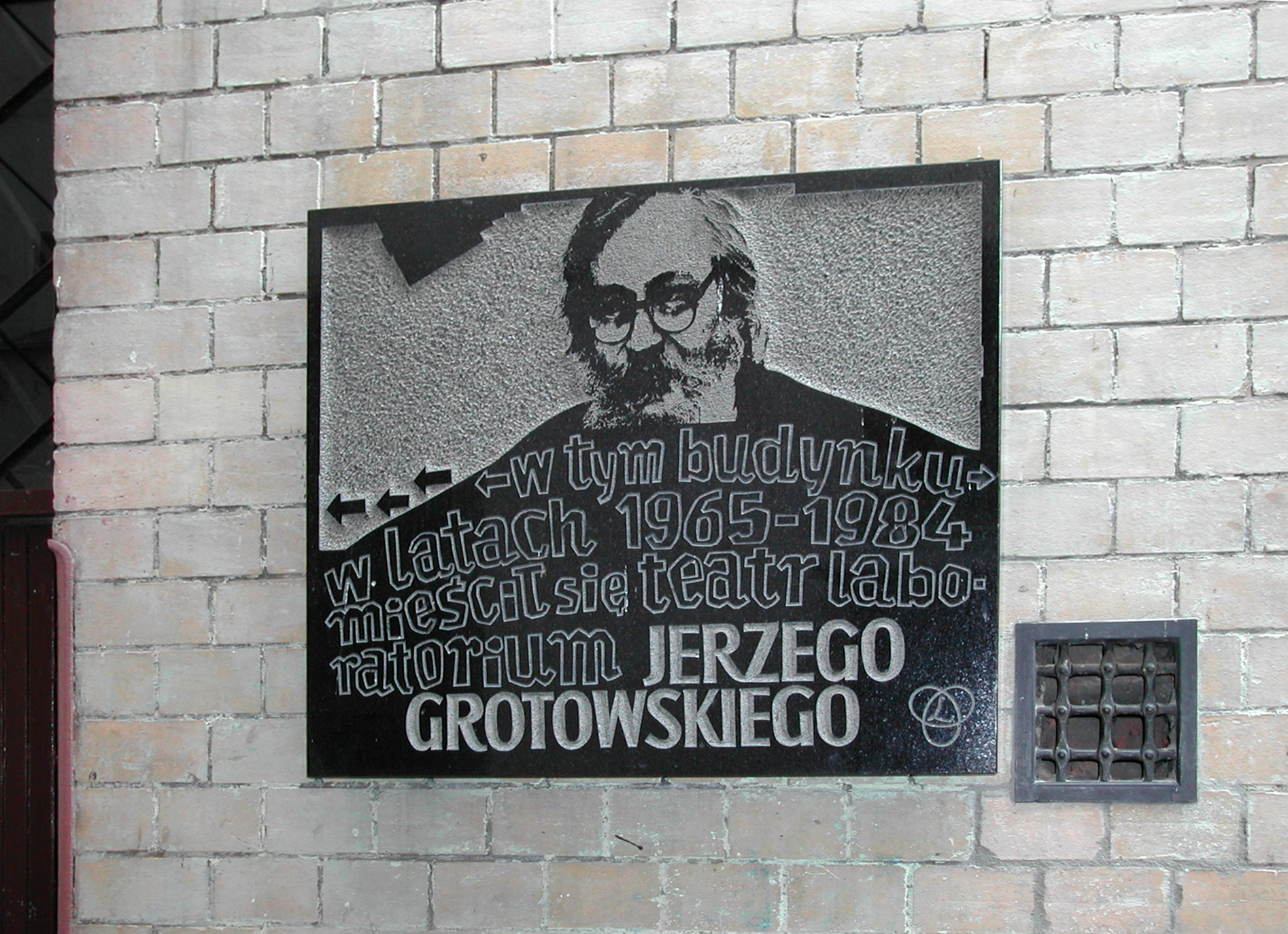
Placa en honor del director teatral Jerzy Grotowski

 el confrontador 
En aquest estil de direcció, el director cerca un diàleg i debat constants amb el grup actoral i l'equip de producció sobre les decisions creatives i les interpretacions possibles. El director indaga més enllà de si mateix i participa activament en els intercanvis; en surt un producte final sovint arriscat o fins controvertit.
Molts directors i directores teatrals contemporanis utilitzen una amalgama creativa d'estils, depenent del gènere de l'obra, la naturalesa del projecte i el tipus de càsting.